# Gelber Leberbalsam
Der Gelbe Leberbalsam (Lonas annua) ist die einzige Art der Pflanzengattung Lonas innerhalb der Familie der Korbblütler (Asteraceae).

## Beschreibung

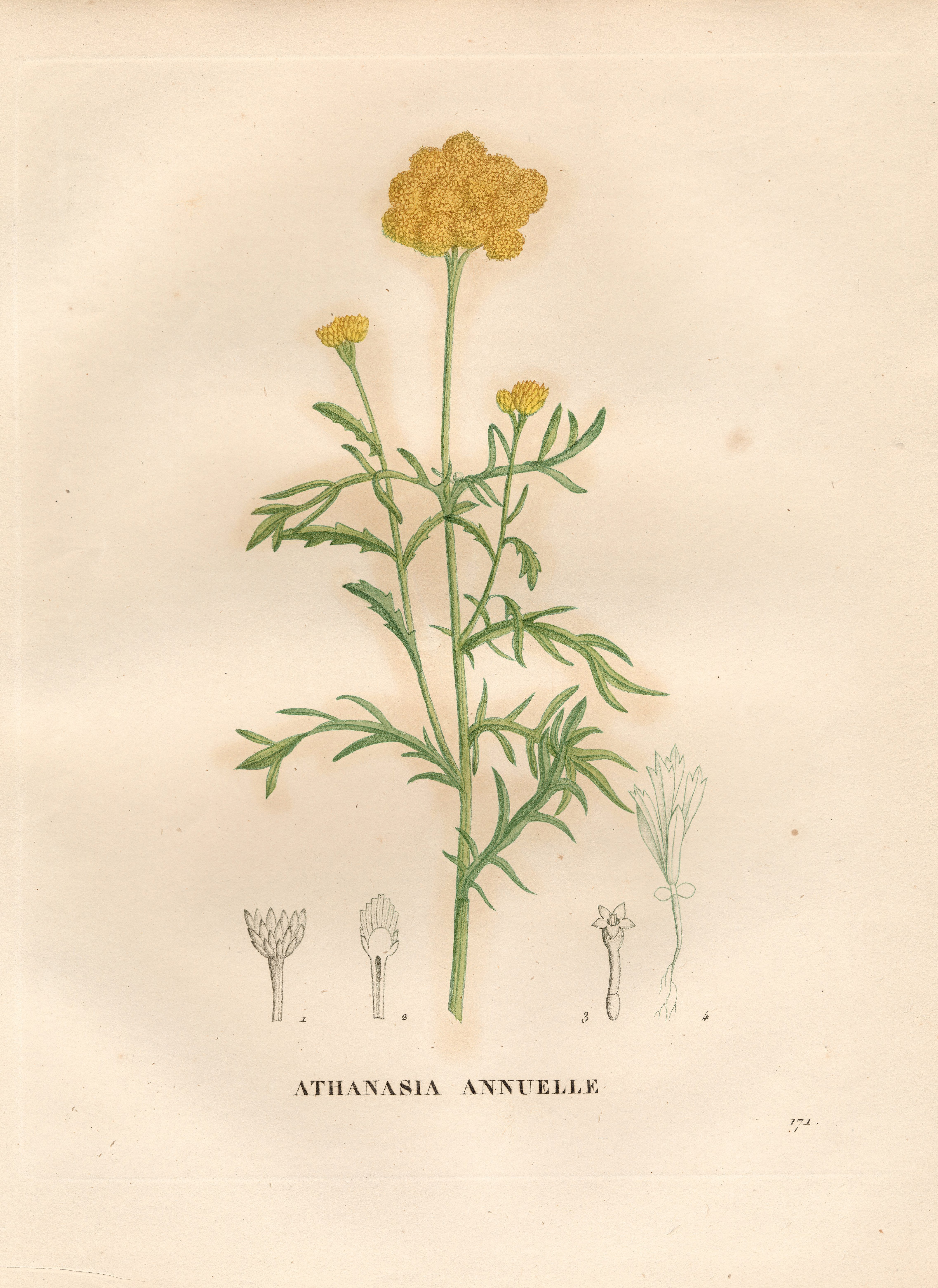
Illustration

### Vegetative Merkmale
Der Gelbe Leberbalsam ist eine einjährige krautige Pflanze, die Wuchshöhen von 15 bis 30, möglicherweise auch bis 60 Zentimetern erreicht. Der Stängel ist rötlich, fest, buschig verzweigt und aufrecht.
Die unteren Laubblätter sind fächerförmig eingeschnitten, die oberen ein- bis zweifach fiederschnittig, die Blattzipfel sind linealisch und weisen eine Breite von 0,5 bis 1 Millimetern auf.

### Generative Merkmale
Die körbchenförmigen Blütenstände sind in dichten Gruppen von vier bis sieben angeordnet, nur selten sind sie einzeln. Die Blütenkorbhülle hat die Form einer Halbkugel und einen Durchmesser von ungefähr 7 Millimetern. Die Hüllblätter sind schmal elliptisch und oben gerundet.
Die Blütezeit reicht von August bis Oktober.
Die Chromosomenzahl beträgt 2n = 18.

## Vorkommen
Der Gelbe Leberbalsam kommt in Nordwest-Afrika in Marokko, Algerien, Tunesien und außerdem im westlichen Sizilien vor. In Frankreich ist sie ein Neophyt. Sie gedeiht in Trockenrasen und Garriguen in Höhenlagen von 0 bis 600 Metern.

## Nutzung
Der Gelbe Leberbalsam wird selten als Zierpflanze für Trockenmauern und Steingärten sowie als Schnittblume und für Trockensträuße genutzt. Diese Pflanzenart ist seit spätestens 1686 in Kultur. Die Sorte ‚Goldrush‘ hat kompakte Blütenstände.

## Systematik
Die Gattung Lonas wurde 1763 durch Michel Adanson in Familles des Plantes, Volume 2, Seite 118, 572 aufgestellt. Die Neukombination zu Lonas annua (L.) Vines & Druce wurde 1914 durch Sydney Howard Vines und George Claridge Druce in Morison. Herb., Seite 71 veröffentlicht. Synonyme für Lonas annua (L.) Vines & Druce sind Lonas inodora (L.) Gaertn., Lonas minima Cass., Santolina annua L. und Athanasia annua L.
Lonas annua ist die einzige Art der Gattung Lonas aus der Tribus Anthemideae in der Unterfamilie Asteroideae innerhalb der Familie Asteraceae.